# Cromatografia de gasos

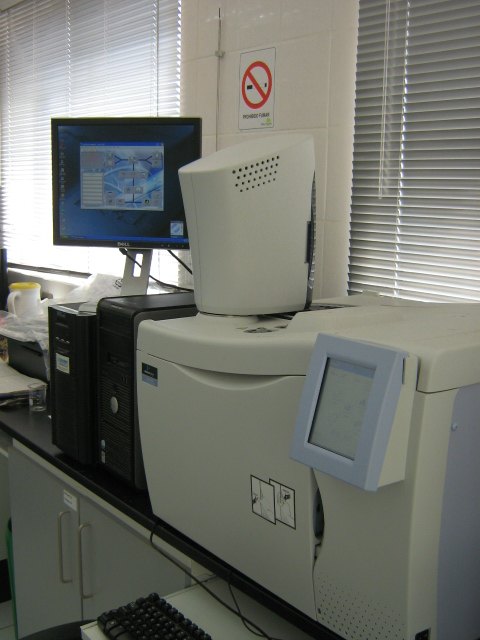
Un equip de cromatografia gasosa

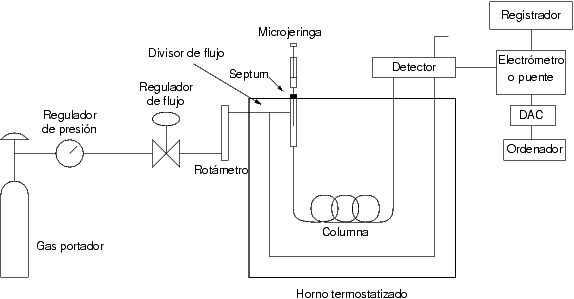
Diagrama d'un cromatògraf de gasos

La cromatografia de gasos és una cromatografia en columna on la fase mòbil és un gas portador. Alguns dels camps d'aplicació més comuns de la cromatografia de gasos són l'anàlisi de substàncies volàtils en perfumeria, anàlisi de petrolis i derivats, enologia, bromatologia, etc. La cromatografia de gasos és una tècnica cromatogràfica en la qual la mostra es volatilitza i s'injecta al cap d'una columna cromatogràfica. L'elució es produeix pel flux d'una fase mòbil de gas inert. A diferència dels altres tipus de cromatografia, la fase mòbil no interacciona amb les molècules de l'anàlit, la seva única funció és la de transportar l'anàlit a través de la columna.
La mostra volatilitzada s'introdueix per l'arrossegament amb una fase mòbil gasosa (gas portador) a l'interior d'una columna farcida de fase estacionària, la qual reté selectivament els components de la mostra. Degut a la retenció selectiva dels components, aquests surten de la columna separadament. A la sortida de la columna, les fraccions separades passen per un detector, que respon amb un senyal enregistrable.
Hi ha dos tipus de cromatografia de gasos (GC): la cromatografia gas-sòlid (GSC) i la cromatografia gas-líquid (GLC), sent aquesta última la que es fa servir més àmpliament, i que es pot anomenar simplement cromatografia de gasos (GC). A la GSC la fase estacionària és sòlida i la retenció dels anàlits que conté es produeix mitjançant el procés d'adsorció. Precisament aquest procés d'adsorció, que no és lineal, és el que ha provocat que aquest tipus de cromatografia tingui aplicació limitada, ja que la retenció de l'anàlit sobre la superfície és semipermanent i s'obtenen pics d'elució amb cues. La seva única aplicació és la separació d'espècies gasoses de baix pes molecular. La GLC utilitza com a fase estacionària molècules de líquid immobilitzades sobre la superfície d'un sòlid inert.
La GC es porta a terme en un cromatògraf de gasos. Aquest consta de diversos components com el gas portador, el sistema d'injecció de mostra, la columna (generalment dins d'un forn), i el detector.